# Stojslavice
Stojslavice (německy Stojslawitz) jsou malá vesnice, část obce Smilovy Hory v okrese Tábor v Jihočeském kraji. Nachází se asi jeden kilometr severovýchodně od Smilových Hor. Je zde evidováno 38 adres. V roce 2011 zde trvale žilo 48 obyvatel.
Stojslavice jsou také název katastrálního území o rozloze 2,99 km².

## Historie
První písemná zmínka o vesnici pochází z roku 1320.

## Obyvatelstvo
| Rok            | 1869 | 1880 | 1890 | 1900 | 1910 | 1921 | 1930 | 1950 | 1961 | 1970 | 1980 | 1991 | 2001 | 2011 | 2021 |
| -------------- | ---- | ---- | ---- | ---- | ---- | ---- | ---- | ---- | ---- | ---- | ---- | ---- | ---- | ---- | ---- |
| Počet obyvatel | 299  | 259  | 224  | 242  | 215  | 188  | 186  | 147  | 147  | 119  | 87   | 73   | 64   | 48   | 43   |
| Počet domů     | 38   | 36   | 39   | 38   | 36   | 35   | 34   | 35   | 35   | 29   | 27   | 34   | 35   | 38   | 28   |

## Galerie

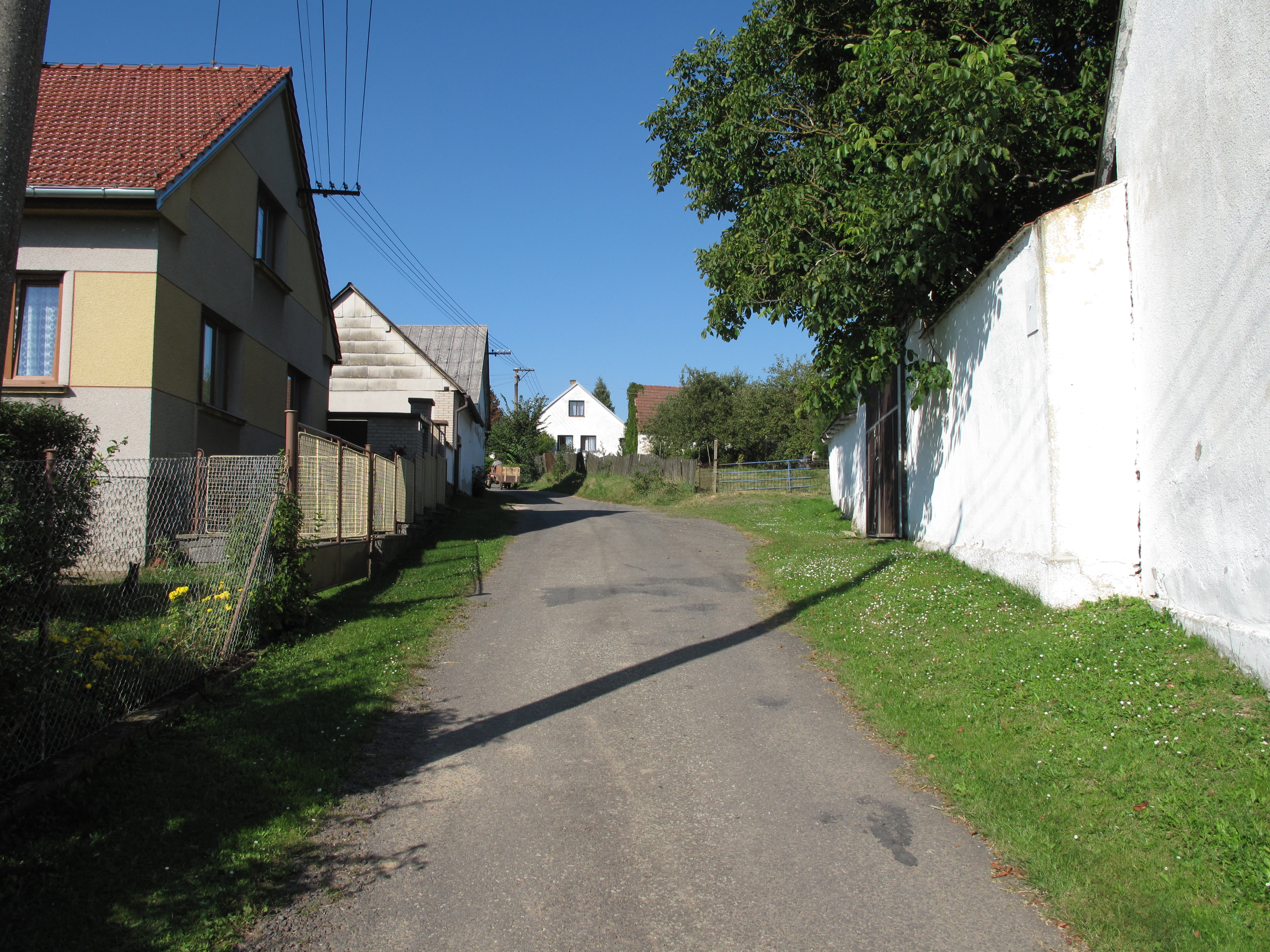
Cesta do kopce
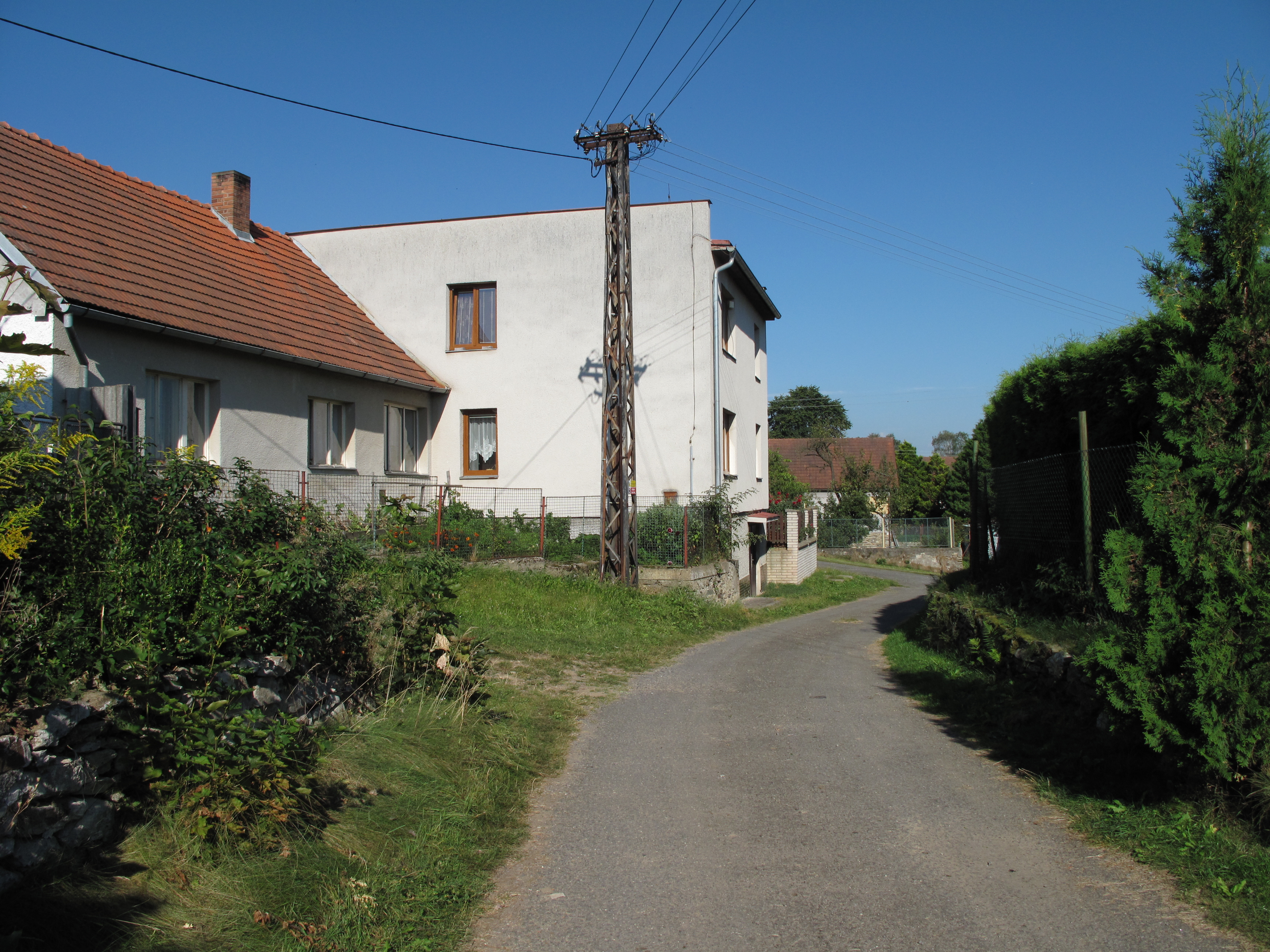
Domy
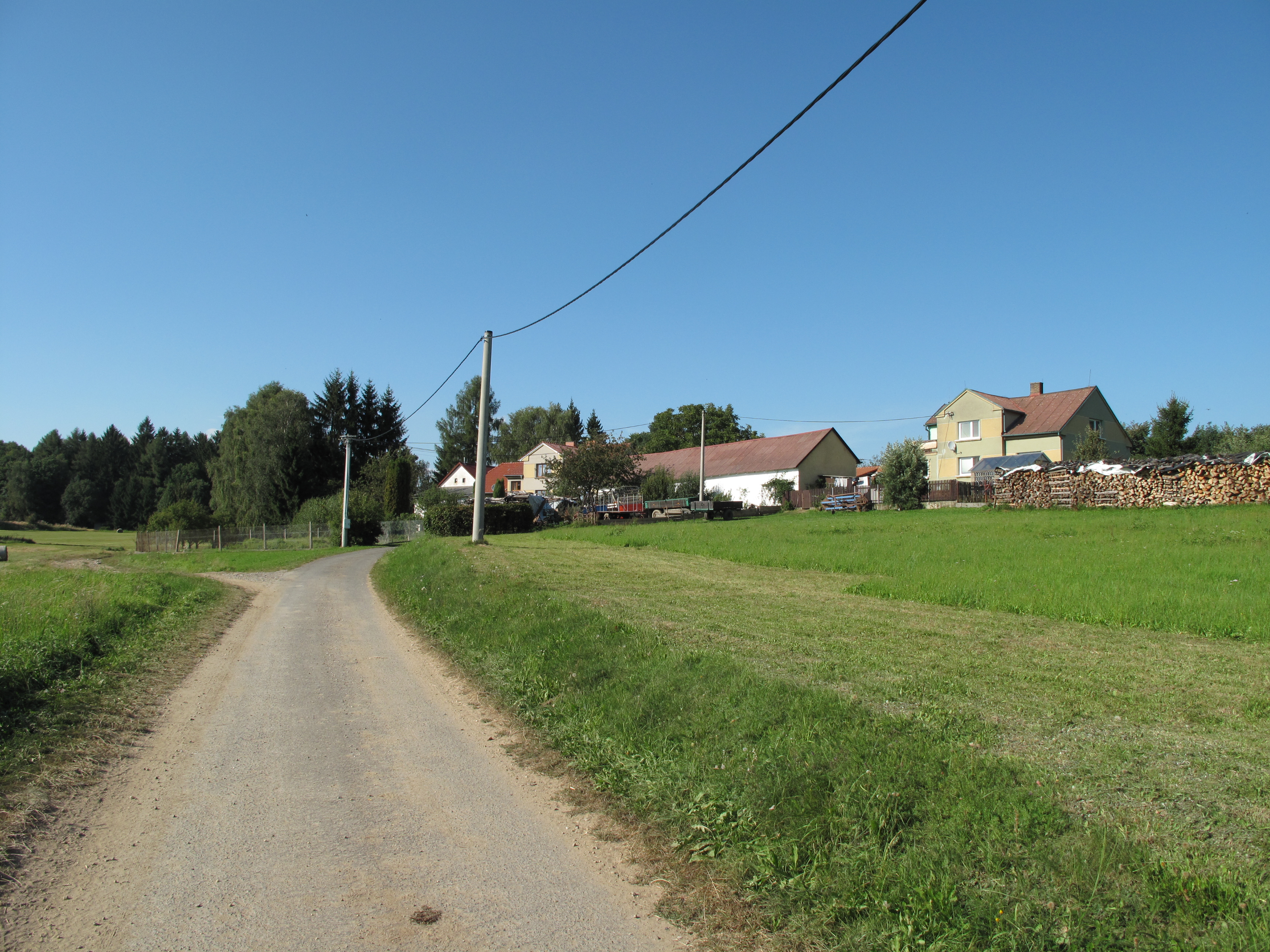
Louka